# Брунейська кухня

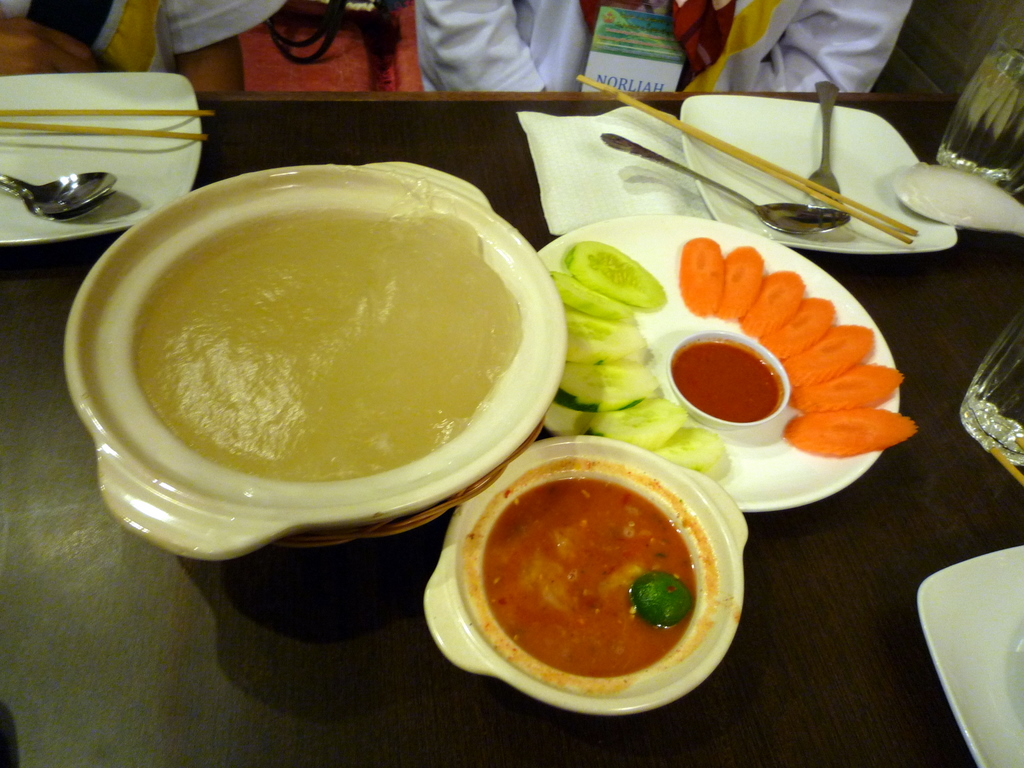
Амбуят – брунейські солодощі

Брунейська кухня — національна кухня Брунею. Знаходиться під впливом малайзійської, сінгапурської та індонезійської кухонь. Багато рецептів було запозичено з кухонь цих країн. Дуже часто зустрічаються страви та напої з Індії, Китаю, Таїланду та Японії.

## Страви та напої

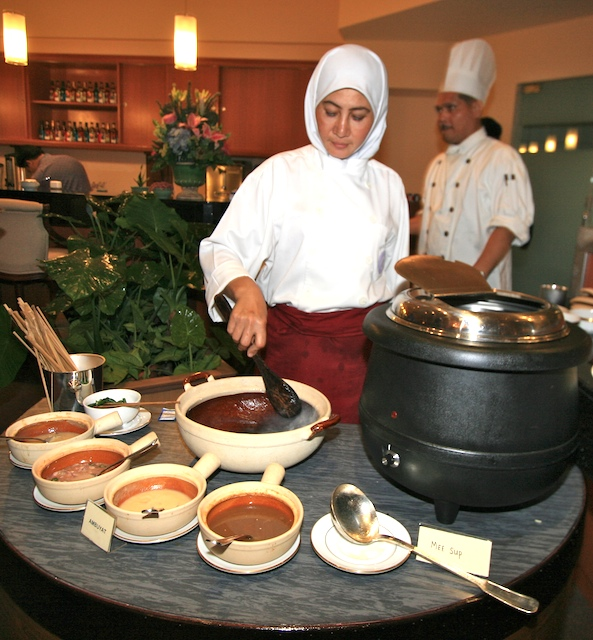
Приготування амбуяту

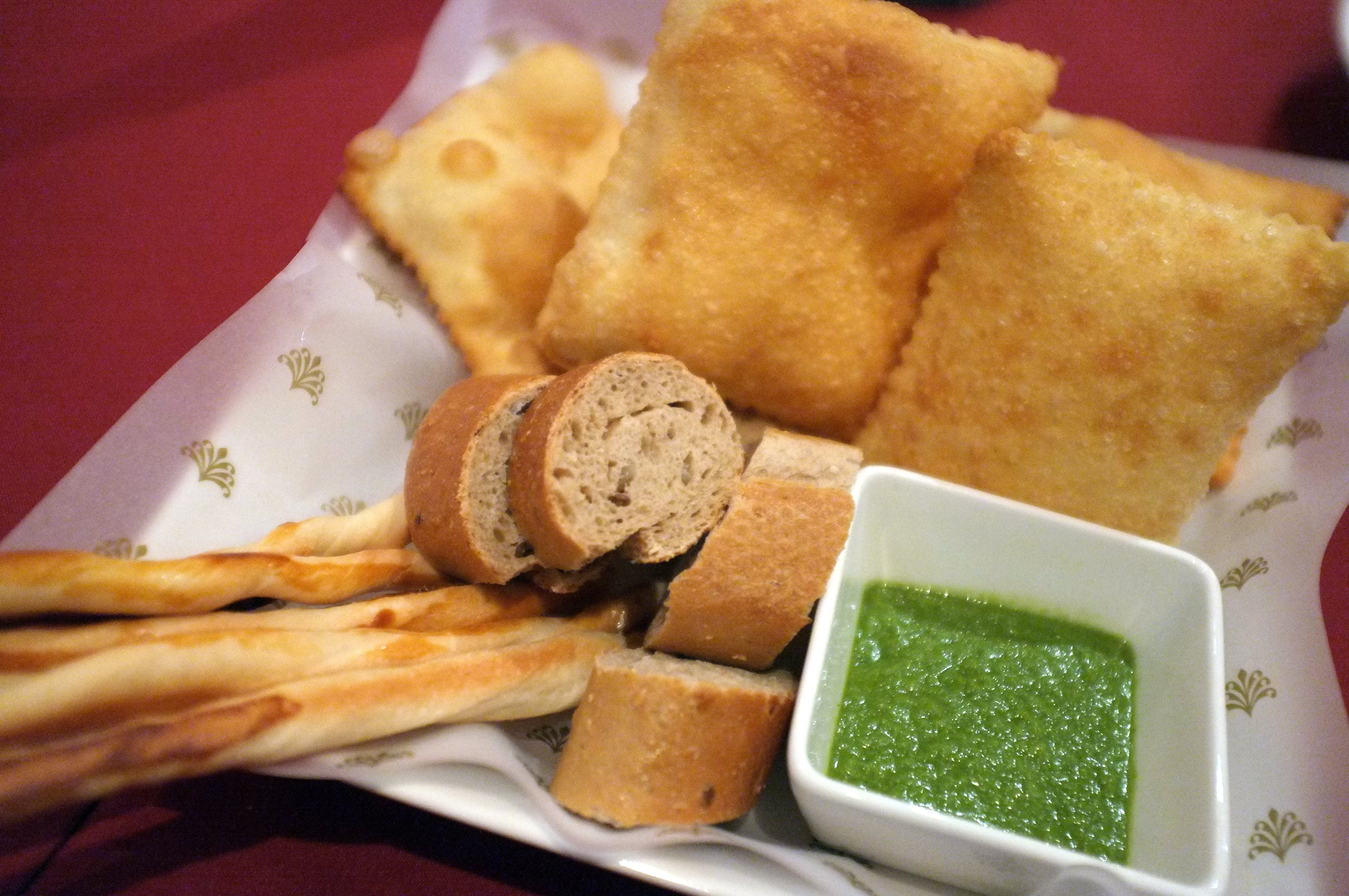
Брунейські страви в ресторані

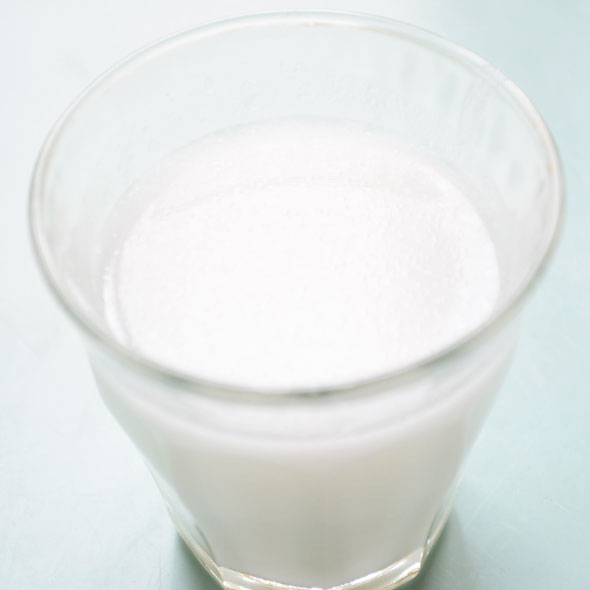
Кокосове молоко

Основна їжа — рис та риба. З рису в Брунеї готують рисові чипси, локшину та рисові пудинги. Способи приготування страв з рису різноманітні. Наприклад, його варять у бульйоні, смажать зі спеціями та овочами, тушкують з кокосовим молоком. Всі страви в брунейській кухні переважно гострі через використання спецій. Гарнір в Брунеї  — це рис або локшина.
М'ясо майже не вживається через високі ціни та через дотримання принципів Халяль. У сільській місцевості полюють на диких птахів,  індійських замбарів та мунтжаків. Вживання алкогольних напоїв та свинини суворо заборонено. Але для туристів подають недорогі австралійські вина.
В цій кухні виділяють рецепти курячого шашлику з кисло-солодким арахісовим соусом «саті-аям», відварної баранини з травами «суп-камбінг», гострої страви з курки «серонденг-паданг», локшини у соусі каррі з відварної курки «каррі лакса», жаркого з яловичини з горіхами «ренданг» та шашлику з яловичини або м'яса птиці «сатай».
Популярними стравами є ренданг, насі лемак, путері нанас . У Брунеї люблять готувати насі каток — страву з рису, курки, самбал, перця чилі. Іноді до неї додають креветки, часник, імбир, оцет, сік лайму, сир. Традиційно цю страву подають загорнуту у коричневий папір.
Морепродукти займають значну частину раціону жителів Брунею. Популярні такі страви, як рис з яйцем та рибою та жарке з креветок тощо. З овочів в Брунеї популярні папая, ананаси, рамбутан, чемпедак, тарап та довгі боби (довжина стручка 3 м).
Найпопулярнішими солодощами є амбуят – легка крохмальна кулька, яку занурюють у солодкий соус.
Серед напоїв переважають кокосове молоко, фруктовий сік, чай та кава.